# Divize D 1971/1972
V soubojích 7. ročníku Moravskoslezské divize D 1971/72 (jedna ze skupin 4. fotbalové ligy) se utkalo 16 týmů každý s každým dvoukolovým systémem podzim–jaro. Tento ročník začal v srpnu 1971 a skončil v červnu 1972.

## Nové týmy v sezoně 1971/72
- Ze III. ligy – sk. B 1970/71 nesestoupilo do Divize D žádné mužstvo.
- Z Jihomoravského župního přeboru 1970/71 postoupilo vítězné mužstvo TJ RH Znojmo.
- Ze Středomoravského župního přeboru 1970/71 postoupilo vítězné mužstvo TJ Fatra Napajedla.
- Ze Severomoravského župního přeboru 1970/71 postoupilo vítězné mužstvo TJ Baník Důl Doubrava-Orlová.

## Konečná tabulka
Zdroj: 
| Poř. | Tým                              | Z  | V  | R | P  | VG | OG | B  |
| ---- | -------------------------------- | -- | -- | - | -- | -- | -- | -- |
| 1.   | TJ Ostroj Opava                  | 30 | 17 | 9 | 4  | 53 | 22 | 43 |
| 2.   | TJ Zbrojovka Brno „B“            | 30 | 18 | 5 | 7  | 54 | 24 | 41 |
| 3.   | TJ Jiskra Otrokovice             | 30 | 17 | 3 | 10 | 51 | 30 | 37 |
| 4.   | VTJ Kroměříž                     | 30 | 15 | 7 | 8  | 45 | 36 | 37 |
| 5.   | TJ Sigma MŽ Olomouc              | 30 | 13 | 8 | 9  | 45 | 36 | 34 |
| 6.   | TJ JTT Veselí nad Moravou        | 30 | 12 | 9 | 9  | 54 | 43 | 33 |
| 7.   | TJ Slavia Kroměříž               | 30 | 14 | 4 | 12 | 51 | 45 | 32 |
| 8.   | TJ ZKL Brno                      | 30 | 12 | 6 | 12 | 50 | 39 | 30 |
| 9.   | TJ Baník Důl Doubrava-Orlová (N) | 30 | 14 | 2 | 14 | 44 | 49 | 30 |
| 10.  | TJ OP Prostějov                  | 30 | 12 | 6 | 12 | 30 | 44 | 30 |
| 11.  | TJ Moravská Slavia Brno          | 30 | 10 | 6 | 14 | 37 | 44 | 26 |
| 12.  | TJ Fatra Napajedla (N)           | 30 | 9  | 7 | 14 | 32 | 42 | 25 |
| 13.  | TJ RH Znojmo (N)                 | 30 | 10 | 3 | 17 | 28 | 66 | 23 |
| 14.  | TJ Baník 1. máj Karviná          | 30 | 9  | 3 | 18 | 37 | 53 | 21 |
| 15.  | TJ Spartak ČKD Blansko           | 30 | 8  | 5 | 17 | 30 | 49 | 21 |
| 16.  | TJ Tatra Kopřivnice              | 30 | 6  | 5 | 19 | 24 | 43 | 17 |

Poznámky:
- Z = Odehrané zápasy; V = Vítězství; R = Remízy; P = Prohry; VG = Vstřelené góly; OG = Obdržené góly; B = Body; (S) = Mužstvo sestoupivší z vyšší soutěže; (N) = Mužstvo postoupivší z nižší soutěže (nováček)

|  | Postup do III. ligy – sk. B 1972/73                  |
|  | Sestup do Jihomoravského krajského přeboru 1972/73   |
|  | Sestup do Severomoravského krajského přeboru 1972/73 |